# Apaustis
Apaustis is een geslacht van vlinders van de familie uilen (Noctuidae), uit de onderfamilie Acronictinae.

## Soorten
- A. rupicola (Denis & Schiffermüller, 1775)
- A. theophila Staudinger, 1866